# Campeonato de Apertura de la Segunda División de Chile 1969
El Campeonato de Apertura de la Segunda División de Chile 1969 o Copa Isidro Corbinos 1969 fue la 1.º edición de la copa doméstica de fútbol de la Segunda División de Chile, competición de carácter oficial y profesional, correspondiente a la temporada 1969. Se jugó desde marzo hasta el 26 de abril de 1969.
Su organización estuvo a cargo de la Asociación Central de Fútbol de Chile (ACF) y contó con la participación de catorce equipos. La competición se jugó bajo el sistema de eliminación directa, en partidos de ida y vuelta.
El campeón fue Naval, que, tras empatar 3-3 en el marcador global con Ferroviarios, ganó en definición a penales y se adjudicó su primer título del Campeonato de Apertura de la Segunda División de Chile.

## Equipos participantes
| Equipo                         | Ciudad                              |
| ------------------------------ | ----------------------------------- |
| Coquimbo Unido                 | Coquimbo                            |
| Deportes Colchagua             | San Fernando                        |
| Ferroviarios                   | Estación Central, Santiago de Chile |
| Iberia                         | Los Ángeles                         |
| Lister Rossel                  | Linares                             |
| Lota Schwager                  | Coronel                             |
| Municipal de Santiago          | Santiago de Chile                   |
| Naval                          | Talcahuano                          |
| Ñublense                       | Chillán                             |
| San Antonio Unido              | San Antonio                         |
| San Luis                       | Quillota                            |
| Trasandino                     | Los Andes                           |
| Unión San Felipe               | San Felipe                          |
| Universidad Técnica del Estado | Santiago de Chile                   |

## Aspectos generales

### Modalidad
La competición se jugó bajo el sistema de eliminación directa, en partidos de ida y de vuelta, hasta dejar un único competidor que resultaba campeón. En caso de igualdad en el marcador global, la llave se definía mediante tiros desde el punto penal.

## Desarrollo

### Primera fase
| Copa Isidro Corbinos 1969 Primera fase; | Ferroviarios      | 2:0 | San Antonio Unido |  |  |
|                                         | Anotado · Anotado |     |                   |  |  |

| Copa Isidro Corbinos 1969 Primera fase; | San Antonio Unido           | 3:2 | Ferroviarios      |  |  |
|                                         | Anotado · Anotado · Anotado |     | Anotado · Anotado |  |  |

- Ferroviarios ganó 4-3 en el marcador global.

| Copa Isidro Corbinos 1969 Primera fase; | Universidad Técnica del Estado | 3:1 | Municipal de Santiago |  |  |
|                                         | Anotado · Anotado · Anotado    |     | Anotado               |  |  |

- Universidad Técnica del Estado clasificó directamente a la segunda fase.

| Copa Isidro Corbinos 1969 Primera fase; | San Luis                    | 3:3 | Coquimbo Unido              |  |  |
|                                         | Anotado · Anotado · Anotado |     | Anotado · Anotado · Anotado |  |  |

| Copa Isidro Corbinos 1969 Primera fase; | Coquimbo Unido | 0:1 | San Luis |  |  |
|                                         |                |     | Anotado  |  |  |

- San Luis ganó 4-3 en el marcador global.

| Copa Isidro Corbinos 1969 Primera fase; | Unión San Felipe | 0:0 | Trasandino |  |  |

| Copa Isidro Corbinos 1969 Primera fase; | Trasandino | 1:3 | Unión San Felipe            |  |  |
|                                         | Anotado    |     | Anotado · Anotado · Anotado |  |  |

- Unión San Felipe ganó 3-1 en el marcador global.

| Copa Isidro Corbinos 1969 Primera fase; | Naval | 0:0 | Iberia |  |  |

| Copa Isidro Corbinos 1969 Primera fase; | Iberia | 0:0 | Naval |  |  |

- Iberia y Naval empataron 0-0 en el marcador global y ambos clasificaron a la segunda fase.

| Copa Isidro Corbinos 1969 Primera fase; | Lister Rossel     | 2:2 | Deportes Colchagua |  |  |
|                                         | Anotado · Anotado |     | Anotado · Anotado  |  |  |

| Copa Isidro Corbinos 1969 Primera fase; | Deportes Colchagua | 1:2 | Lister Rossel     |  |  |
|                                         | Anotado            |     | Anotado · Anotado |  |  |

- Lister Rossel ganó 4-3 en el marcador global.

| Copa Isidro Corbinos 1969 Primera fase; | Ñublense | 1:0 | Lota Schwager |  |  |
|                                         | Anotado  |     |               |  |  |

- Ñublense clasificó directamente a la segunda fase.

### Segunda fase
| Copa Isidro Corbinos 1969 Segunda fase; | Ferroviarios | 1:2 | Universidad Técnica del Estado |  |  |
|                                         | Anotado      |     | Anotado · Anotado              |  |  |

| Copa Isidro Corbinos 1969 Segunda fase; | Universidad Técnica del Estado | 0:3 | Ferroviarios                |  |  |
|                                         |                                |     | Anotado · Anotado · Anotado |  |  |

- Ferroviarios ganó 4-2 en el marcador global.

| Copa Isidro Corbinos 1969 Segunda fase; | San Luis          | 2:0 | Unión San Felipe |  |  |
|                                         | Anotado · Anotado |     |                  |  |  |

| Copa Isidro Corbinos 1969 Segunda fase; | Unión San Felipe | 1:0 | San Luis |  |  |
|                                         | Anotado          |     |          |  |  |

- San Luis ganó 2-1 en el marcador global.

| Copa Isidro Corbinos 1969 Segunda fase; | Naval                                 | 4:0 | Lister Rossel |  |  |
|                                         | Anotado · Anotado · Anotado · Anotado |     |               |  |  |

| Copa Isidro Corbinos 1969 Segunda fase; | Lister Rossel               | 3:0 | Naval |  |  |
|                                         | Anotado · Anotado · Anotado |     |       |  |  |

- Naval ganó 4-3 en el marcador global.

| Copa Isidro Corbinos 1969 Segunda fase; | Iberia                                | 4:1 | Ñublense |  |  |
|                                         | Anotado · Anotado · Anotado · Anotado |     | Anotado  |  |  |

| Copa Isidro Corbinos 1969 Segunda fase; | Ñublense | 1:0 | Iberia |  |  |
|                                         | Anotado  |     |        |  |  |

- Iberia ganó 4-2 en el marcador global.

### Semifinales
| Copa Isidro Corbinos 1969 Semifinales; | Ferroviarios | 1:1 | San Luis |  |  |
|                                        | Anotado      |     | Anotado  |  |  |

| Copa Isidro Corbinos 1969 Semifinales; | San Luis | 1:1 | Ferroviarios |  |  |
|                                        | Anotado  |     | Anotado      |  |  |

- Ferroviarios clasificó mediante definición a penales.

| Copa Isidro Corbinos 1969 Semifinales; | Naval             | 2:1 | Iberia  |  |  |
|                                        | Anotado · Anotado |     | Anotado |  |  |

| Copa Isidro Corbinos 1969 Semifinales; | Iberia | 0:2 | Naval             |  |  |
|                                        |        |     | Anotado · Anotado |  |  |

- Naval ganó 4-1 en el marcador global.

### Final
| Copa Isidro Corbinos 1969 Final; | Ferroviarios                | 3:0 | Naval |  |  |
|                                  | Anotado · Anotado · Anotado |     |       |  |  |

| Copa Isidro Corbinos 1969 Final; 26 de abril de 1969 | Naval                       | 3:0 | Ferroviarios | Estadio El Morro, Talcahuano (Chile) |  |
|                                                      | Anotado · Anotado · Anotado |     |              |                                      |  |

- Naval se proclamó campeón mediante definición a penales.

## Campeón
Como campeón del Campeonato de Apertura de la Segunda División de Chile 1969, Naval se adjudicó la Copa Isidro Corbinos.
| Chile           |
| Naval 1º título |